# Liste der Baudenkmäler in Vöhringen (Iller)

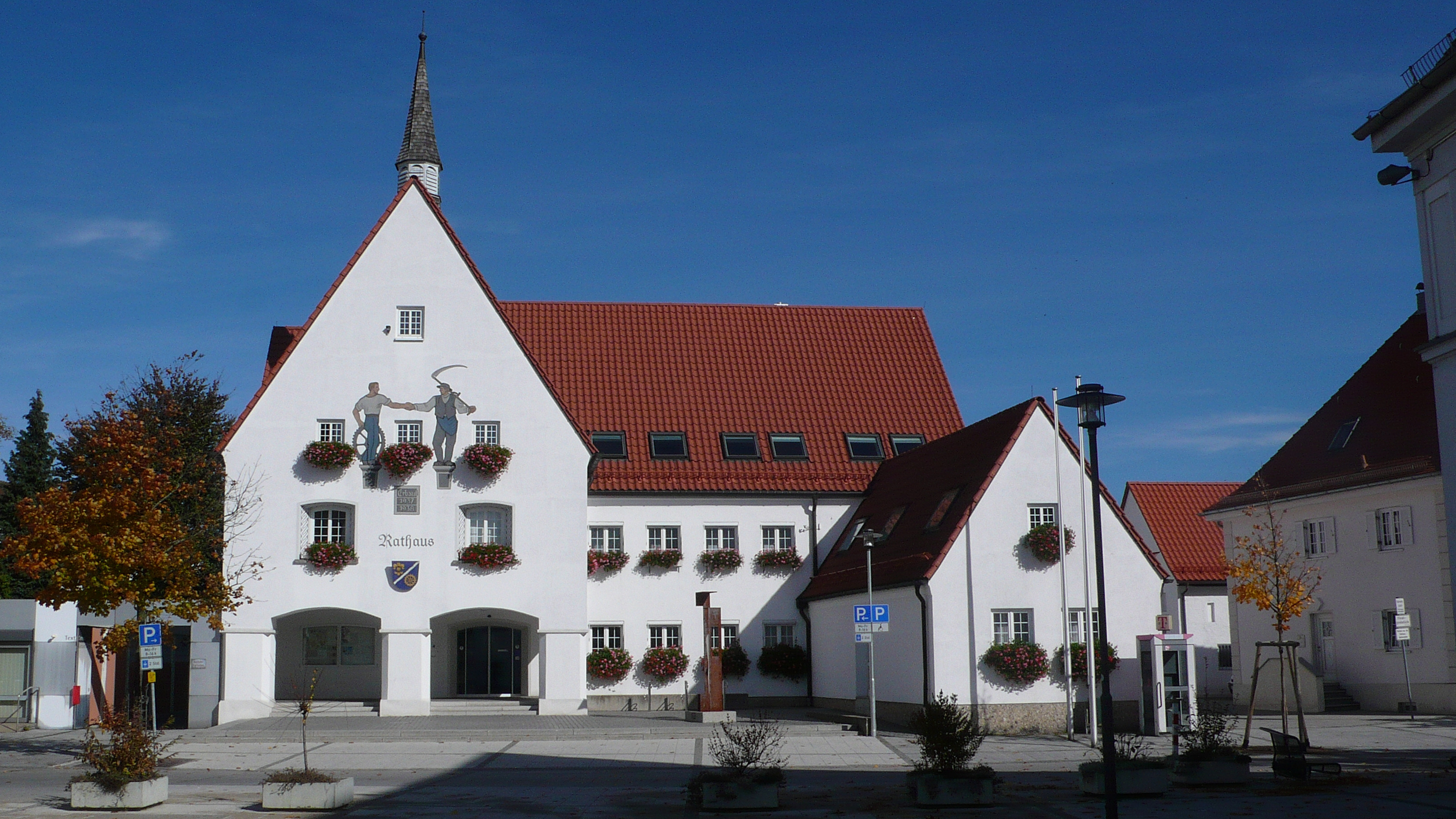
Rathaus der Stadt Vöhringen

Auf dieser Seite sind die Baudenkmäler in der schwäbischen Stadt Vöhringen zusammengestellt. Diese Tabelle ist eine Teilliste der Liste der Baudenkmäler in Bayern. Grundlage ist die Bayerische Denkmalliste, die auf Basis des Bayerischen Denkmalschutzgesetzes vom 1. Oktober 1973 erstmals erstellt wurde und seither durch das Bayerische Landesamt für Denkmalpflege geführt wird. Die folgenden Angaben ersetzen nicht die rechtsverbindliche Auskunft der Denkmalschutzbehörde.

## Baudenkmäler nach Ortsteilen

### Vöhringen
| Lage | Objekt                              | Beschreibung | Akten-Nr.     | Bild           |
| --- | ----------------------------------- | --- | ------------- | -------------- |
| Frauenstraße 1/1a, 3/3a, 5/5a, 7/7a, 9/9a, 11/11a, 13/13a, 15, Ulmer Straße 17 (Standort)                 | Arbeitersiedlung                    | der 1864 gegründeten Wielandwerke, Hauszeile von insgesamt neun Häusern in Blankziegelbauweise mit farbigem Ziegeldekor und deutschem Band, davon sechs gleichartige eingeschossige Doppelhäuser mit Kniestock und Giebelgaube in Fachwerk und Krüppelwalmdach vom selben Typus wie die Doppelhäuser in der Illerzeller Straße, eines mit Fachwerkelementen, Krüppelwalmdach und Zwerchhäusern, eines mit einem Zwerchhaus und eines als Ziegelbau mit Satteldach an der Ecke Ulmer Straße, 1902, rückseitig erweitert | D-7-75-162-15 | BW             |
| Gleisweg 2, 4, 6, 8, 10, 12, 14, 16, 18, 20, 22, 24, Illerzeller Straße 37, 39, 41, 43, 45, 47 (Standort) | Arbeitersiedlung                    | der 1864 gegründeten Wielandwerke, Hauszeile von insgesamt neun gleichartigen, schlichten Häusern in Blankziegelbauweise, davon acht an der Illerzeller Straße und am Gleisweg als eingeschossige, traufständige Doppelhäuser mit glattem Gurtgesims und Satteldach, eines an der Weidachstraße, wo bereits früher Mehrfamilienhäuser für die Belegschaft der Wielandwerke entstanden, 1895, mit späteren Anbauten | D-7-75-162-16 | BW             |
| Hettstedter Platz 2 (Standort)                                                                            | Gasthaus                            | asymmetrisch gegliederter, zweigeschossiger Satteldachbau mit Zwerchgiebeln, Erkern, Gauben, Gesimsbändern, Rechteckblenden und Lisenen in reduziert-historisierenden Formen, um 1910 | D-7-75-162-4  | BW             |
| Illerstraße 12 (Standort)                                                                                 | Katholische Filialkirche St. Maria  | Saalbau mit eingezogenem Polygonalchor und Satteldachturm im Westen, Turmunterbau wohl 13. Jahrhundert, Aufbau um 1500, Langhaus und Chor spätgotisch, 15. Jahrhundert; mit Ausstattung | D-7-75-162-1  | weitere Bilder |
| Illerzeller Straße 32/34, 36/38, 40/42, 41/43, 44/46, 48/50, 52/54, 56/56, 60/62, 64/66, 68/70 (Standort) | Arbeitersiedlung                    | der 1864 gegründeten Wielandwerke, Hauszeile von insgesamt zehn gleichartigen, traufständigen, eingeschossigen Doppelhäusern in Blankziegelbauweise mit zweifarbigem Ziegeldekor, deutschem Band, Kniestock und Giebelgauben in Fachwerk und Krüppelwalmdach vom selben Typus wie die Doppelhäuser in der Frauenstraße, 1906, mit rückseitigen Erweiterungen | D-7-75-162-17 | weitere Bilder |
| Kirchplatz 5 (Standort)                                                                                   | Katholische Pfarrkirche St. Michael | kreuzförmige Basilika mit eingezogenem Polygonalchor und Turm im nördlichen Winkel, 1913 ff. nach Plänen von Franz Zell in reduziert historistischen Formen erbaut; mit Ausstattung | D-7-75-162-2  | weitere Bilder |
| Memminger Straße 43 (Standort)                                                                            | Martin-Luther-Kirche                | Evang.-Luth. Pfarrkirche, Satteldachbau mit eingezogenem Chor und gedrungenem Turm im Südosten, nach Plänen von K. Rudolf Motz, 1933 ff.; mit Ausstattung | D-7-75-162-3  | weitere Bilder |

### Illerberg
| Lage                            | Objekt                             | Beschreibung | Akten-Nr.              | Bild                    |
| ------------------------------- | ---------------------------------- | --- | ---------------------- | ----------------------- |
| Heerstraße (Standort)           | Steinkreuz                         | spätmittelalterlich | D-7-75-162-20          | weitere Bilder          |
| Heerstraße (Standort)           | Marienkapelle                      | rechteckig mit eingezogener polygonaler Apsis, 1862; mit Ausstattung | D-7-75-162-7           | weitere Bilder          |
| Obere Hauptstraße 23 (Standort) | Katholische Pfarrkirche St. Martin | Saalbau mit eingezogenem, halbrund geschlossenem Chor und Turm südöstlich am Langhaus, Turmunterbau 15. Jahrhundert, sonst Neubau von Johann Schmuzer, 1688–1694, Turmoktogon mit Haube um 1690, Umgestaltung 1806/07; mit Ausstattung | D-7-75-162-5           | weitere Bilder          |
| Obere Hauptstraße 23 (Standort) | Teile der Kirchhofmauer            | wohl 18. Jahrhundert | D-7-75-162-5 zugehörig | Teile der Kirchhofmauer |
| Obere Hauptstraße 25 (Standort) | Katholisches Pfarrhaus             | zweigeschossiger Walmdachbau, von Thaddäus Rieff, 1780; mit Ausstattung | D-7-75-162-6           | Katholisches Pfarrhaus  |
| Witzighauser Straße (Standort)  | Steinkreuz                         | spätmittelalterlich | D-7-75-162-9           | BW                      |
| Witzighauser Straße (Standort)  | Bildstock                          | Pfeiler mit Gehäuse, darin Holzfigur des Geiselchristus, wohl 2. Hälfte 18. Jahrhundert | D-7-75-162-8           | Bildstock               |

### Illerzell
| Lage                      | Objekt                             | Beschreibung | Akten-Nr.               | Bild           |
| ------------------------- | ---------------------------------- | --- | ----------------------- | -------------- |
| Hauptstraße 8 (Standort)  | Katholische Pfarrkirche St. Ulrich | Saalbau mit eingezogenem Polygonalchor und Westturm, in neugotischen Formen nach Plan von Emil von Horstig, 1862/64; mit Ausstattung | D-7-75-162-10           | weitere Bilder |
| Hauptstraße 10 (Standort) | Katholische Pfarrhaus              | zweigeschossiger Satteldachbau, 1837 | D-7-75-162-11           | BW             |
| Schulstraße 12 (Standort) | Feldkapelle                        | rechteckig mit polygonalem Schluss, 1. Viertel 20. Jahrhundert; mit Ausstattung | D-7-75-162-12           | BW             |
| Turbinenweg 5 (Standort)  | Wasserkraftwerk Illerzeller Mühle  | 1899 als erstes einer Reihe von Kraftwerken zur Stromversorgung Ulms erbaut | D-7-75-162-19           | BW             |
| Turbinenweg 5 (Standort)  | Wasserkraftwerk Illerzeller Mühle  | Mühle, langgestreckter, zweigeschossiger Satteldachbau, Mitte 19. Jahrhundert; winklig angebautes Turbinenhaus in Blankziegelbauweise mit Satteldach, Lisenengliederung und dekorativen Ziegelbändern, 1899, nach 1938 um ein Joch nach Süden erweitert | D-7-75-162-19 zugehörig | BW             |

### Thal
| Lage                       | Objekt                 | Beschreibung | Akten-Nr.     | Bild |
| -------------------------- | ---------------------- | --- | ------------- | ---- |
| Riedhofstraße 8 (Standort) | Privatkapelle          | rechteckig mit polygonalem Abschluss, bez. 1847; mit Ausstattung                                                                        | D-7-75-162-13 | BW   |
| Schlößleweg 1 (Standort)   | Ehemaliges Schlösschen | zweigeschossiger Satteldachbau in z. T. verputztem Fachwerk, nordöstlicher Giebel vorkragend, wohl 16./17. Jahrhundert, stark überformt | D-7-75-162-14 | BW   |